# Neosolieria nasuta
Neosolieria nasuta är en tvåvingeart som beskrevs av Townsend 1927. Neosolieria nasuta ingår i släktet Neosolieria och familjen parasitflugor.
Artens utbredningsområde är Peru. Inga underarter finns listade i Catalogue of Life.